# Santa María de Oro
Santa María de Oro es un distrito perteneciente al departamento de Rivadavia, en la provincia de Mendoza, Argentina.
Ubicada hacia la margen norte del río Tunuyán, cuenta con importantes bodegas y viñedos, así como también es importante la producción de duraznos, damascos, ciruelas, membrillos y aceitunas.
Tiene la particularidad de poseer la única escuela técnica de la provincia de Mendoza, con internado (los alumnos pueden residir en la misma escuela).

## Toponimia
El nombre rinde homenaje a Fray Justo Santa María de Oro, (San Juan, 3 de septiembre de 1772 - 19 de octubre de 1836). Primer obispo de la ciudad de San Juan, y diputado por la provincia de San Juan en la declaración de la independencia el 9 de julio de 1816. 

## Historia
Es uno de los primeros núcleos poblacionales con que contó el departamento de Rivadavia. En sus primeros tiempos se denominó "Ensenada de Olguín", lugar correspondiente a uno de los pasos que utilizaban los salineros que atravesaban el río Tunuyán en sus viajes hacia Corocorto (hoy el departamento de La Paz) y hacia la provincia de San Luis.

## Geografía

### Ubicación
Geográficamente está ubicada en el centro norte del departamento; es la población más cercana a la ciudad cabecera departamental (aproximadamente 6 km).
Límites distritales: calle Isaac Estrella (al norte) con Mundo Nuevo y Junín, calle El Dique (al este) con La Central, calle Urquiza (al oeste) con Ciudad y el río Tunuyán (al sur) con Los Campamentos.

### Población
El distrito cuenta con más de 2000 personas, en un pequeño núcleo urbano en torno a la antigua estación de trenes hoy convertida en la iglesia del pueblo. Sus principales barrios son Juana Azurduy y San José.
En el distrito se encuentra un conjunto habitacional clandestino a las orillas del canal Santa Rosa-La Paz considerada una de las villas miseria más grande del departamento, siendo una continuación de la existente en ciudad.
Hoy está experimentando el mayor crecimiento poblacional de su historia, después de la fuerte reducción sufrida en la década de 1990. Este incremento se debe a su cercanía a la ciudad que está motivando un retorno y radicación de vecinos en casas quinta. También está en recuperación las zonas cultivadas abandonadas.

### Relieve
El distrito se asienta sobre una superficie plana, sobre las terrazas del río Tunuyán y cuya pendiente general es Oeste-Este, siendo las zonas más bajas el sector sur del distrito en las áreas inundables del río. Dentro de este entorno la altura máxima del distrito es de 665 m s. n. m. en las proximidades del límite con ciudad, mientras que la zona más baja está a 646 m s. n. m. en el área inundable del dique Phillips. Presenta, por lo tanto, un paisaje monótono y totalmente cultivado a excepción del extremo sur en la ribera del río Tunuyan donde existen diversos ecosistemas naturales de escasa alteración antrópica de características halófilas (suelos salinos) donde destacan los matorrales de vidriera, zampa y pájaro bobo e hidrofilas (suelos húmedos) con vegetación típica como cortadera, totora, y bosques de tamarindos.

### Sismicidad
La sismicidad del área de Cuyo (centro oeste de Argentina) es frecuente y de intensidad baja, y un silencio sísmico de terremotos medios a graves cada 20 años.
Sismo de 1861aunque dicha actividad geológica catastrófica, ocurre desde épocas prehistóricas, el terremoto del 20 de marzo de 1861 (163 años) señaló un hito importante dentro de la historia de eventos sísmicos argentinos ya que fue el más fuerte registrado y documentado en el país. A partir del mismo la política de los sucesivos gobiernos mendocinos y municipales han ido extremando cuidados y restringiendo los códigos de construcción. Y con el terremoto de San Juan de 1944 del 15 de enero de 1944 (81 años) el gobierno sanjuanino tomó estado de la enorme gravedad sísmica de la región.
Sismo del sur de Mendoza de 1929muy grave, y al no haber desarrollado ninguna medida preventiva, mató a 30 habitantes
Sismo de 1985fue otro episodio grave, de 9 segundos de duración, llegó a derrumbar el viejo Hospital del Carmen (Godoy Cruz).

## Instituciones
Club Santa María de Oro, Club Social y Deportivo Victorio Pippi, Centro Integrador Comunitario (centro de salud, delegación municipal, policía), Parroquia Nuestra Señora de Pompeya, Cabaña Tulumaya (restaurante; actividades campestres, museo).
Parajes: Dique Phillips, Barrio Juana Azurduy, Barrio San José, etc.
En antaño, importante estación ferroviaria, hoy en desuso.
Primitivamente poblada por el pueblo Huarpe, era el dominio del cacique Pasambay, dueño y señor de todo el Valle de Uco Medio.

## Conectividad
Calle Almirante Brown (Ruta Provincial) es el principal acceso a Rivadavia desde el Este y Sur, por lo que Santa María está ubicada en un lugar estratégico.
Sus principales arterias son calle Liniers y Almirante Brown, esta última es uno de los principales accesos desde la Ciudad de Rivadavia, y desde La Central. Cuenta con 2 puentes sobre el río Tunuyán, uno el Dique Phillips y el otro sobre calle Liniers y que hoy está en construcción.
Otra arteria principal es la calle Avellaneda que atraviesa el distrito por el Norte. En el pasado se encontraba en el distrito parte del trazado del Ferrocarril Rivadavia-Phillips, hoy las vías fueron levantadas y en su lugar se encuentra un importante canal Matriz que lleva agua a Santa Rosa y La Paz.

## Servicios
El distrito cuenta con línea telefónica fija a través de un cable subterráneo proveniente de Ciudad y con una amplia difusión de la telefonía celular. En el caso de internet este es distribuido a través de antenas y de forma gratuita en las escuelas Técnica y Chubut.
La provisión de agua potable está a cargo de una Cooperativa conformada por los vecinos del distrito y brinda servicio a casi la mayoría de los pobladores. Además cuenta con gas natural en el pueblo y sobre Almirante Brown.
En el pueblo de Santa María se localiza un centro integrador comunitario y un centro de salud.

## Deporte
Como en toda la Argentina, el fútbol es el deporte más popular, pero es destacable la práctica del vóley (importantes logros) y las bochas, obteniendo grandes logros a nivel provincial. Excelentes instalaciones en el Club Santa María de Oro.